# Lijst van voormalige metrostations in Barcelona
Er zijn een aantal voormalige metrostations in Barcelona. Deze stations zijn om verschillende redenen gesloten. Hieronder een uitgebreide lijst:

## Gesloten stations
- Bordeta - L1 - Geopend in 1926 en gesloten in 1983, omdat het overbodig werd geacht door de nabijheid van het metrostation Santa Eulàlia.
- Fernando - L3 - Behoorde tot een gedeelte van de lijn dat gesloten werd toen L4 uitgebreid werd in dit gebied en L3 in een andere richting uitgebreid werd. Het is vervangen door metrostation Jaume I.
- Correos - L3 - Het bekendste van alle afgedankte metrostations in de stad. Het maakte ook deel uit van eerdergenoemd afgesloten gedeelte van L3.

## Nooit geopende stations
- Gaudí - L5 - ligt naast de Sagrada Família en was een eerder project voor het metrostation Sagrada Família. Het kan gezien worden tijdens het vervoer, als er voldoende licht is. Soms worden de muren van het station volledig verlicht en in beslag genomen door reclame. Ook gebruikt de vereniging van vrienden van de metro van Barcelona verschillende ruimtes van dit station.
- Travessera - L3 - Aangelegd tussen Diagonal en Fontana, in de buurt van de Travessera de Gràcia, omdat de bestaande stations te ver uit elkaar lagen. Het is echter nooit geopend.
- Banco of Banc - L3 - Werd gebouwd in 1911 in het gebied dat bekendstaat als Plaça d'Antonio Maura, de zetel van een aantal hoofdkantoren van bankinstellingen, maar werd nooit geopend voor publiek. In 1925 werd het gebouw het depot van de lijn.

## Verplaatste stations
Deze zijn allemaal nog in gebruik maar zijn ooit verplaatst vanuit hun oorspronkelijke locatie. 
- Santa Eulàlia - L1
- Espanya - L1
- Universitat - L1